# Coaster Through the Clouds
Coaster Through the Clouds (chinesisch 云霄飞车) in Nanchang Sunac Land (Nanchang, Jiangxi, Volksrepublik China) ist eine Stahlachterbahn vom Modell Mega Coaster des Herstellers Intamin, die am 28. Mai 2016 eröffnet wurde. Zurzeit (Stand Januar 2024) ist sie die höchste und schnellste Achterbahn in China.
Die 1556 m lange Strecke erreicht eine Höhe von 74 m und verfügt über eine 78 m hohe erste Abfahrt mit einer Neigung von 78°. Die Züge erreichen eine Höchstgeschwindigkeit von 136 km/h.

## Züge
Coaster Through the Clouds besitzt drei Züge mit jeweils sieben Wagen. In jedem Wagen können vier Personen (zwei Reihen à zwei Personen) Platz nehmen. Die Fahrgäste müssen mindestens 140 cm und höchstens 196 cm groß sein, um mitfahren zu dürfen.